# Médaille Clara-Zetkin
La médaille Clara-Zetkin est une distinction civile créée en République démocratique allemande par le conseil des ministres le 18 février 1954 en hommage à la femme politique communiste Clara Zetkin.

## Histoire
La médaille récompensait les services remarquables rendus dans l'élaboration de la société socialiste. Étaient concernées les femmes qui s'étaient comportées de façon exemplaire dans le cadre du travail et en tant que mères.
Elle était accordée en principe une seule fois à un seul et même récipiendaire, qui pouvait être une personne, un groupe ou une institution ayant œuvré entre autres pour la sauvegarde de la paix et pour l'égalité entre les hommes et les femmes. Une double récompense était exclue.
Jusqu'en 1964, la remise de la médaille s'accompagnait d'une pension honoraire annuelle de 300 marks, après quoi il n'y avait qu'une prime unique de 2 500 marks pour les individus et de 500 marks pour les groupes de personnes. Jusqu'en 1977, la médaille ne fut décernée que 80 fois par an, à partir de 1978 120 fois, puis à partir de 1986 150 fois, les femmes (jusqu'à 10) faisant partie de collectifs recevant chacune la médaille et le certificat.

## Récipiendaires
- 1954 : Katharina Kern, Änne Saefkow
- 1955 : Friedel Apelt, Greta Kuckhoff
- 1957 : Ilse Thiele
- 1961 : Ilse Rodenberg
- 1963 : Marie Ahlers
- 1969 : Gisela Glende

## Sources
- (de) Cet article est partiellement ou en totalité issu de l’article de Wikipédia en allemand intitulé « Clara-Zetkin-Medaille » (voir la liste des auteurs).